# Ecbolium hastatum
Ecbolium hastatum är en akantusväxtart som beskrevs av K. Vollesen. Ecbolium hastatum ingår i släktet Ecbolium och familjen akantusväxter. Inga underarter finns listade i Catalogue of Life.